# Aurora De Sanctis
Aurora De Sanctis (21 marzo 2000) è una calciatrice italiana, difensore del Cesena.

## Carriera

### Club
Cresciuta calcisticamente nelle giovanili dell'E.D.P. Jesina, Aurora De Sanctis, ancora giovanissima, viene inserita in rosa con la prima squadra nel corso della stagione 2015-2016, facendo il suo debutto in Serie B, alla 3ª giornata di campionato, rilevando al 59' Elisa Battistoni nella partita in cui la sua squadra si impone sulle avversarie del Foligno per 10-1. Alternando l'attività con la formazione che disputa il campionato Primavera, viene impiegata regolarmente dall'11ª giornata fino a fine campionato contribuendo alla conquista del primo posto del girone B chiuso a 52 punti, con 8 punti di vantaggio sulla seconda classificata Pro San Bonifacio, e la conseguente storica promozione in Serie A della società.
Inserita in rosa fin dalla prima giornata, De Sanctis debutta nella massima serie del campionato italiano femminile di calcio il 1º ottobre 2016, 1-3 in casa con l'AGSM Verona, e alla giornata successiva, l'8 ottobre, sigla anche la sua prima rete, l'unica delle biancorosse, nell'incontro perso con la Fiorentina.
Nell'estate 2019 la società di Jesi si accorda con il San Marino, neopromosso in Serie B, per il trasferimento di De Santis con la formula del prestito annuale. Alla sua prima stagione tra le titane, sotto la guida tecnica di Alain Conte, De Sanctis viene impiegata in tutti i 15 incontri di campionato disputati dalla sua squadra prima dell'interruzione a causa delle restrizioni previste per arginale la pandemia di COVID-19, condividendo con le compagne la conquista del 2º posto in classifica dietro al Napoli e la conseguente promozione in Serie A. Rimasta in rosa con il San Marino anche la stagione successiva, nella sua seconda esperienza in massima serie matura 14 presenze in campionato, con la sua squadra incapace di staccarsi dai margini della zona retrocessione e giocandosi la permanenza in Serie A con il Napoli, rinnovando la competizione con le partenopee della stagione passata e che grazie anche alla schiacciante sconfitta per 5-0 nello scontro diretto alla 19ª giornata viene costretta alla retrocessione di cadetteria.
Esauriti gli impegni con la società sammarinese, durante la sessione estiva di calciomercato 2021 fa ritorno alla società marchigiana, venendo tuttavia ceduta nuovamente in prestito al Verona per la stagione entrante, avendo così l'opportunità di giocare nuovamente in Serie A. Al termine della stagione 2021-22, conclusasi con la retrocessione del Verona in Serie B, si è trasferita al Napoli, anch'essa retrocessa in Serie B.

### Nazionale
Grazie alle prestazioni offerte in campionato De Sanctis inizia ad essere convocata dal tecnico Rita Guarino negli stages della nazionale italiana Under-17 fin dal 2015, inserendola in rosa nel suo esordio ufficiale sulla panchina delle Azzurrine in occasione della doppia amichevole dell'8 e 11 settembre con le pari età della Danimarca.

## Statistiche

### Presenze e reti nei club
Statistiche aggiornate al 28 maggio 2023.
| Stagione          | Squadra           | Campionato        | Campionato | Campionato | Coppe nazionali | Coppe nazionali | Coppe nazionali | Coppe continentali | Coppe continentali | Coppe continentali | Altre coppe | Altre coppe | Altre coppe | Totale | Totale |
| Stagione          | Squadra           | Comp              | Pres       | Reti       | Comp            | Pres            | Reti            | Comp               | Pres               | Reti               | Comp        | Pres        | Reti        | Pres   | Reti   |
| ----------------- | ----------------- | ----------------- | ---------- | ---------- | --------------- | --------------- | --------------- | ------------------ | ------------------ | ------------------ | ----------- | ----------- | ----------- | ------ | ------ |
| 2015-2016         | E.D.P. Jesina     | B                 | ?          | ?          | CI              | ?               | 0               | -                  | -                  | -                  | -           | -           | -           | ?      | ?      |
| 2016-2017         | E.D.P. Jesina     | A                 | 20         | 2          | CI              | 1               | 0               | -                  | -                  | -                  | -           | -           | -           | 21     | 2      |
| 2017-2018         | L.F. Jesina       | B                 | ?          | ?          | CI              | ?               | ?               | -                  | -                  | -                  | -           | -           | -           | ?      | ?      |
| 2018-2019         | L.F. Jesina       | C                 | ?          | ?          | CIC             | ?               | ?               | -                  | -                  | -                  | -           | -           | -           | ?      | ?      |
| Totale Jesina     | Totale Jesina     | Totale Jesina     | 79         | 2          |                 | 1+              | 0               |                    | -                  | -                  |             | -           | -           | 80+    | 2+     |
| 2019-2020         | San Marino        | B                 | 15         | 0          | CI              | ?               | ?               | -                  | -                  | -                  | -           | -           | -           | 15+    | 0      |
| 2020-2021         | San Marino        | A                 | 14         | 0          | CI              | 1               | 0               | -                  | -                  | -                  | -           | -           | -           | 15     | 0      |
| Totale San Marino | Totale San Marino | Totale San Marino | 29         | 0          |                 | 1+              | 0               |                    | -                  | -                  |             | -           | -           | 30+    | 0      |
| 2021-2022         | Verona            | A                 | 15         | 0          | CI              | 1               | 0               | -                  | -                  | -                  | -           | -           | -           | 16     | 0      |
| 2022-2023         | Napoli            | B                 | 27         | 1          | CI              | 2               | 0               | -                  | -                  | -                  | -           | -           | -           | 29     | 1      |
| Totale carriera   | Totale carriera   | Totale carriera   | 150+       | 3+         |                 | 5+              | 0+              |                    | -                  | -                  |             | -           | -           | 155+   | 3+     |

## Palmarès
- Campionato italiano di Serie B: 2

EDP Jesina: 2015-2016
Napoli: 2022-2023